# Abraham Lewin
 (octobre 2014).
Pour les articles homonymes, voir Lewin.
Abraham Lewin est une victime juive du nazisme (Varsovie, 1893 - 1943). Membre de l’Oyneg Shabbos dirigé par Emanuel Ringelblum, il tient un journal intime, paru en français en 1990 sous le titre Journal du Ghetto de Varsovie. Une Coupe de Larmes. Contrairement à ceux de Chaim Kaplan ou d’Adam Czerniaków, il ménage une place importante au vécu affectif de l’auteur face aux évènements.

## Biographie
Abraham Lewin est né en 1893 à Varsovie dans une famille juive orthodoxe hassidique. Son père est rabbin. Il est éduqué dans des écoles juives traditionnelles.
Pourtant, adulte, il se tourne vers un judaïsme plus moderne et ancré dans son siècle, poursuit des études profanes et devient sioniste. En 1916, il commence à enseigner l'hébreu et l'histoire dans une école secondaire privée pour filles, l'école Yehudia où Emanuel Ringelblum a aussi enseigné. Les deux hommes deviennent amis. Ses qualités pédagogiques sont appréciées et reconnues de tous. Il épouse une enseignante de l'école, Luba Hotner avec qui il a une fille, Ora, née en 1928. Comme son ami Ringelblum, il travaille pour la branche varsovienne du YIVO.
En 1934, il publie un ouvrage historique sur la conscription des enfants juifs dans l'armée russe au XIXe siècle, la rekrutchina. Les autorités enlevaient aux parents juifs leurs garçons pour les « russifier » dans l'armée du tsar. Les enfants ne revoyaient que très rarement leur famille. Abraham Lewin montre comment les élites juives sont parvenues à protéger leurs enfants de la rekrutchina, sacrifiant ainsi les membres les plus pauvres de la communauté. La rekrutchina est selon lui, une catastrophe, comparable à l'expulsion des Juifs d'Espagne ou aux massacres du XVIIe siècle puisqu'elle a brisé la solidarité de la communauté juive dans l'Empire russe.
En octobre 1940, il est enfermé dans le ghetto de Varsovie. Il commence à rédiger un journal des évènements dont il est témoin. Il intègre l'organisation de Ringelblum, l'Oyneg Shabbos (ou Oneg Shabbat) dont le but est de rassembler la plus grande documentation possible sur la vie des Juifs de Varsovie pour témoigner devant l'histoire de leur destruction. Il  devient un membre important de cette organisation secrète. Il est convaincu que la résistance intellectuelle est indispensable à la survie des juifs. Son journal évite soigneusement de faire mention de l'Oneg shabbat pour ne pas le mettre en danger au cas où il serait saisi par les Allemands, toute activité culturelle, toute tentative de garder témoignage de ce qui se passait dans le ghetto étant interdite. Les champs d'intérêt de l'Oneg shabbat ne s'arrêtent pas au ghetto de Varsovie. Ainsi Abraham Lewin écrit pour l'organisation un mémorandum décrivant la situation des juifs polonais sous occupation soviétique entre 1939 et 1941. L'Oneg shabbat collecte aussi des rapports et des documents sur le martyre des juifs des autres villes comme en témoigne l'entrée du 6 juin 1942.
Il est témoin de la grande déportation de l'été 1942 au cours de laquelle près de 300 000 Juifs sont déportés à Treblinka pour y être assassinés. Cette déportation se fait avec la participation active de la police juive. Abraham Lewin explique : « Chaque policier a reçu l’ordre de fournir cinq personnes pour le transport (…). S’ils ne remplissent pas leur quota, ils sont passibles de la peine de mort. » On menace aussi de déporter leur famille. Il déplore la « Sauvagerie des policiers juifs contre les infortunées victimes : ils assènent des coups cruels, ils volent, ils mettent à sac et pillent comme des bandits de grand chemin. » Le 7 août, il voit le cortège muet et ordonné des orphelins de Korczak partant pour la déportation.  Au début des rafles, les habitants du ghetto ne savent pas où sont emmenés les déportés et ce qu'il advient d'eux. Dans son entrée du 11 août, Abraham Lewin fait allusion à une éventuelle extermination des juifs mais il ne mentionne ni Treblinka, ni les chambres à gaz. Les gens en descendant [des trains] : « ils sont cruellement battus. On les conduit ensuite dans d'immenses baraquements. Pendant cinq minutes, on entend des cris à fendre l'âme, puis le silence. Les corps ressortent horriblement gonflés [...]. De jeunes prisonniers font office de fossoyeurs, avant d'être tués à leur tour le lendemain ». Le 28 août, alors que ce qui se passe à Treblinka est connu grâce à des émissaires envoyés là-bas, il écrit : « Ses paroles confirment à nouveau, sans l'ombre d'un doute, que tous les déportés, aussi bien ceux qui ont été emmenés de force que ceux qui se sont présentés volontairement, sont conduits à la mort et qu'aucun n'en réchappe. [...] Ces dernières semaines, au moins 300 000 juifs de Varsovie et d'ailleurs [...] ont été exterminés. [...] Mon Dieu ! Il est maintenant certain que tous ceux qui ont été déportés de Varsovie ont été tués. » Sa femme est raflée le 12 août puis tuée à Treblinka. Il est à son tour assassiné avec sa fille dans le même camp au début de l'année 1943 peu de temps après la dernière entrée de son journal.

## Analyse de son journal
Son journal commence le 26 mars 1942 et finit le 16 janvier 1943. Il a été retrouvé dans les archives enfouies par l'Oneg shabbat. Abraham Lewin écrit en yiddish du 26 mars au 12 juin puis en hébreu à partir du 22 juillet. L'hébreu est pour lui la langue traditionnelle des chroniqueurs des grandes catastrophes qui ont rythmé l'histoire du peuple juif. Son texte se fait d'ailleurs parfois lamentations sur ces millions de juifs morts en martyrs. Il semble que le journal soit incomplet. Il ne s'agit pas d'un journal intime mais d'une chronique rédigée dans l'espoir, qu'un jour, son témoignage sera lu par d'autres. Il s'attache à raconter l'histoire de ses informateurs pour mieux appréhender l'état d'esprit du ghetto, constamment sur le fil du rasoir entre la vie et la mort. Il a comme souci la précision et la clarté. Pourtant, quand on compare son journal avec ceux de Chaim Kaplan, d'Adam Czerniaków ou d'Emmanuel Ringelblum, on constate une certaine intimité de ton, absente des  écrits des autres grands diaristes du ghetto de Varsovie. Il n'hésite pas à parler de sa propre terreur, quasi permanente, face aux exactions allemandes. Alors que Czerniaków et Ringelblum s'attachent à décrire l'organisation sociale du ghetto, Lewin se préoccupe plus de peindre des destins individuels pour faire comprendre les conditions de vie dans le ghetto :

« C’est un endroit terrible à regarder avec ses foules de visages tirés, tous très pâles. Certains ressemblent à des cadavres qui auraient été exhumés après quelques semaines en terre. Ils sont si effrayants que nous ne pouvons réprimer un frisson. Et sur fond de formes squelettiques et dans cette ambiance omniprésente de tristesse et de désespoir dans tous les yeux des passants, combien il est choquant de voir de temps à autre le visage d’une jeune fille ou d’une jeune femme élégante, coiffée et maquillée, du rouge aux joues, du rouge aux lèvres, la chevelure colorée. Elles sont peu nombreuses mais me remplissent de honte. »

La violence est beaucoup plus présente que dans les autres journaux. En effet, Lewin ne veut rien passer sous silence, rien embellir. Son journal est particulièrement précis sur les crimes de la police juive.
Abraham Lewin fait parfois preuve d'un idéalisme naïf. L'entrée du 7 juin 1942 mentionne sa conviction que la guerre a fait disparaître l'antisémitisme des Polonais et qu'après la guerre la Terre sera purifiée de ce terrible fléau. Lui qui souhaite qu'aucun juif ne soit volontaire pour rejoindre le bataillon chargé de trier pour les Allemands les biens des juifs déportés, note avec tristesse que sa propre fille Ora a choisi de rejoindre ce bataillon. Au fur et à mesure que les semaines passent, il est certain que tous les juifs de Varsovie vont périr et avec eux tout le judaïsme polonais. 
Son journal reflète aussi les craintes de beaucoup de témoins et de victimes : la peur de ne pas être cru, de ne pas trouver les mots justes pour raconter les horreurs dont il est le témoin : « Il est dur pour la langue de prononcer de tels mots, pour l'esprit d'en comprendre le sens, de les écrire sur le papier », avoue-t-il dans son journal.

## Œuvres
- Journal du Ghetto de Varsovie. Une Coupe de Larmes, Plon, 1990 ((en) Extraits en ligne, Recension en ligne)
- The Cantonists, 1934, ouvrage en yiddish[3].